# Wayne Wang
Wayne Wang (Hong Kong, 12 de janeiro de 1949) é um cineasta sino/americano.

## Biografia
Mudou-se para os Estados Unidos, Califórnia, aos 17 anos de idade com a intenção de estudar pintura, mas obteve um mestrado para cinema e televisão no California College of Arts and Crafts em Oakland. Estreou na direção em 1975, e ficou conhecido por seus trabalhos: Chan Is Missing (1982) e Dim Sum: A Little Bit of Heart (1985). É também conhecido por seus filmes: The Joy Luck Club (1993), Maid in Manhattan (2002) e os trabalhos independentes: Smoke (1995) e Anywhere but Here (1999). Lançou os filmes A Thousand Years of Good Prayers e The Princess of Nebraska, no Festival Internacional de Cinema de Toronto de 2007. E apareceu no documentário sobre os filmes chineses em Hollywood de Arthur Dong. 
Em setembro de 2007, foi agraciado com o Golden Shell no Festival de cinema de San Sebastian pelo filme  A Thousand Years of Good Prayers.
É casado com Cora Miao, e vive nas cidades de São Francisco e Nova Iorque.

## Filmografia
- 1975 – A Man, a Woman, and a Killer
- 1982 – Chan Is Missing
- 1985 – Dim Sum: A Little Bit of Heart
- 1987 – Slam Dance (Dançando com o Perigo)
- 1988 – Dim Sum Take Out
- 1989 – Eat a Bowl of Tea (Um Amor em Chinatown)
- 1989 – Life Is Cheap… But Toilet Paper Is Expensive
- 1993 – The Joy Luck Club (O Clube da Felicidade e da Sorte)
- 1995 – Smoke (Cortina de Fumaça)
- 1995 – Blue in the Face (Sem Fôlego)
- 1997 – Chinese Box (O Último Entardecer)
- 1999 – Anywhere but Here (Em Qualquer Outro Lugar)
- 2000 – The Center of the World (O Centro do Mundo)
- 2002 – Maid in Manhattan (Encontro de Amor)
- 2005 – Because of Winn-Dixie (Meu Melhor Amigo)
- 2006 – Last Holiday (As Férias da Minha Vida)
- 2007 – A Thousand Years of Good Prayers (Mil Anos de Orações)
- 2008 – The Princess of Nebraska (A Princesa de Nebraska)
- 2009 – Chinatown Film Project
- 2011 – Snow Flower and the Secret Fan (em finalização)